# Sergej Panov
Sergej Joerjevitsj Panov (Russisch: Сергей Юрьевич Панов) (Rjazan, 30 juni 1970), is een voormalig professionele basketbalspeler die speelde voor de nationale teams van het Gezamenlijk team en Rusland. Hij heeft de medaille gekregen van Meester in de sport van Rusland.

## Carrière
Panov begon zijn profcarrière bij Spartak Sint-Petersburg in 1991. Met Spartak werd Panov een keer landskampioen van het GOS in 1992. In 1993 stapte Panov over naar Yıldırımspor in Turkije. Een jaar later in 1994 verliet Panov Yildirim en vertrok naar CSKA Moskou. Met CSKA werd Panov zes keer landskampioen van Rusland in 1995, 1996, 1997, 1998, 1999 en 2000. In 2000 vertrok Panov naar Ural-Great Perm. Met Ural-Great werd Panov twee keer landskampioen van Rusland in 2001 en 2002. In 2002 keerde Panov terug naar CSKA Moskou. Nu werd Panov vier keer landskampioen van Rusland in 2003, 2004, 2005 en 2006. Ook won Panov twee keer de beker van Rusland in 2005 en 2006. De kroon op het werk kwam in 2006 toen Panov met CSKA de EuroLeague Men won. In 2006 stopte Panov met basketballen. Na zijn carrière werd Panov minister van Sport en Jeugd Beleid van het Oblast Nizjni Novgorod en voorzitter van het bestuur van basketbalclub Nizjni Novgorod.

## Erelijst
- Landskampioen GOS: 1
  - Winnaar: 1992
- Landskampioen Rusland: 8
  - Winnaar: 1995, 1996, 1997, 1998, 1999, 2000, 2001, 2002, 2003, 2004, 2005, 2006
  - Tweede: 1993
- Bekerwinnaar Rusland: 2
  - Winnaar: 2005, 2006
- EuroLeague Men: 1
  - Winnaar: 2006
- Wereldkampioenschap:
  - Zilver: 1994, 1998
- Europees kampioenschap:
  - Zilver: 1993
  - Brons: 1997